# Haplothrips subtilissimus
Haplothrips subtilissimus är en insektsart som först beskrevs av Alexander Henry Haliday 1852.  Haplothrips subtilissimus ingår i släktet Haplothrips, och familjen rörtripsar. Arten är reproducerande i Sverige.